# Liste des édifices labellisés « Patrimoine du XXe siècle » de la Moselle
Cet article recense les édifices protégés au titre du Patrimoine du XXe siècle du département de la Moselle, en France.

## Liste
| Monument                                                    | Commune                       | Adresse                                                    | Coordonnées                      | Notice         | Protection        | Date | Illustration                                                |
| ----------------------------------------------------------- | ----------------------------- | ---------------------------------------------------------- | -------------------------------- | -------------- | ----------------- | ---- | ----------------------------------------------------------- |
| Église Saint-Gorgon                                         | Aumetz                        | Place de l'Église                                          | 49° 25′ 04″ nord, 5° 56′ 38″ est |                |                   | 2015 | Image manquante Téléverser                                  |
| Villa                                                       | Le Ban-Saint-Martin           | 35 avenue de la Liberté                                    | 49° 07′ 27″ nord, 6° 08′ 56″ est | « PA57000019 » | Inscrit MH (1999) | 1999 | Image manquante Téléverser                                  |
| Église Saint-Maximin d'Ussel                                | Boust                         | 107 rue Saint-Maximin                                      | 49° 26′ 16″ nord, 6° 12′ 40″ est | « PA00106740 » | Classé MH (2014)  | 2014 | Église Saint-Maximin d'Ussel                                |
| Château de Chahury                                          | Châtel-Saint-Germain          | 2 rue de Verdun                                            | 49° 07′ 08″ nord, 6° 04′ 56″ est | « PA00106744 » | Inscrit MH (1980) | 1980 | Château de Chahury                                          |
| Église Saint-Martin                                         | Corny-sur-Moselle             | Rue Saint-Martin                                           | 49° 02′ 07″ nord, 6° 03′ 37″ est |                |                   | 2013 | Église Saint-Martin                                         |
| Château de Landonvillers                                    | Courcelles-Chaussy            | 30 allée des Tilleuls                                      | 49° 08′ 06″ nord, 6° 23′ 47″ est | « PA57000008 » | Inscrit MH (1997) | 1997 | Château de Landonvillers                                    |
| Ferme de la Wiederaufbau                                    | Denting                       | 17 rue Principale                                          | à géolocaliser                   |                |                   | 2015 | Image manquante Téléverser                                  |
| Ancien siège de la mine de charbon                          | Faulquemont                   | Allée de la Mine                                           | 49° 04′ 47″ nord, 6° 35′ 39″ est |                |                   | 2015 | Ancien siège de la mine de charbon                          |
| Église de la Nativité-de-la-Vierge de Fleury                | Fleury                        | Rue de l'Église                                            | 49° 02′ 28″ nord, 6° 11′ 48″ est | « PA57000029 » | Inscrit           | 2006 | Image manquante Téléverser                                  |
| Puits I                                                     | Folschviller                  | Cité Fürst                                                 | 49° 05′ 03″ nord, 6° 40′ 25″ est | « PA00107065 » | Inscrit MH (1992) | 1992 | Puits I                                                     |
| Station Prouvé                                              | Fontoy                        | 113 rue de Metz                                            | 49° 20′ 53″ nord, 6° 00′ 24″ est |                |                   | 2015 | Image manquante Téléverser                                  |
| Carreau du Siège Simon I et II                              | Forbach                       | Puits Simon                                                | 49° 12′ 09″ nord, 6° 54′ 48″ est | « PA57000015 » | Inscrit MH (2002) | 2002 | Carreau du Siège Simon I et II                              |
| Stade du Schlossberg                                        | Forbach                       |                                                            | 49° 10′ 51″ nord, 6° 54′ 15″ est |                |                   | 2013 | Stade du Schlossberg                                        |
| Ensemble de Wiesberg                                        | Forbach                       |                                                            | 49° 10′ 38″ nord, 6° 53′ 15″ est |                |                   | 2013 | Image manquante Téléverser                                  |
| Groupe scolaire Louis Houpert du Wiesberg                   | Forbach                       | Rue du Wiesberg                                            | 49° 10′ 37″ nord, 6° 53′ 32″ est |                |                   | 2013 | Image manquante Téléverser                                  |
| Église Notre-Dame du Wiesberg                               | Forbach                       | Place des Tilleuls                                         | 49° 10′ 35″ nord, 6° 53′ 11″ est |                |                   | 2013 | Église Notre-Dame du Wiesberg                               |
| Carreau Cuvelette                                           | Freyming-Merlebach            |                                                            | 49° 08′ 55″ nord, 6° 47′ 34″ est | « PA00107066 » | Inscrit MH (1992) | 1992 | Carreau Cuvelette                                           |
| Cité ouvrière de la société des Aciers Fins de l’Est        | Hagondange                    | Rue Claude-Monet Rue Paul-Cézanne                          | 49° 15′ 18″ nord, 6° 09′ 38″ est |                |                   | 2015 | Image manquante Téléverser                                  |
| Circuit de montagnes russes du parc d’attractions Walygator | Maizières-les-Metz            | Voie Romaine (Walygator Parc)                              | 49° 13′ 39″ nord, 6° 09′ 34″ est |                |                   | 2015 | Circuit de montagnes russes du parc d’attractions Walygator |
| Église Saint-Pierre                                         | Metz                          | 2 rue de la Chabosse                                       | 49° 06′ 34″ nord, 6° 13′ 29″ est |                |                   | 2013 | Image manquante Téléverser                                  |
| Quartier de Vallières                                       | Metz                          | Rue des Tilleuls Rue des Frênes Rue des Cèdres             | 49° 07′ 45″ nord, 6° 12′ 40″ est |                |                   | 2000 | Image manquante Téléverser                                  |
| Internat du Lycée Fabert                                    | Metz                          | 31 rue Saint-Marcel                                        | 49° 07′ 20″ nord, 6° 10′ 18″ est |                |                   | 2015 | Internat du Lycée Fabert                                    |
| Centre d’intervention et de secours des sapeurs-pompiers    | Metz                          | 2 rue Henry-de-Ranconval                                   | 49° 07′ 01″ nord, 6° 11′ 13″ est |                |                   | 2015 | Image manquante Téléverser                                  |
| Bataville                                                   | Moussey Réchicourt-le-Château |                                                            | 48° 41′ 16″ nord, 6° 48′ 14″ est | « PA57000037 » | Inscrit MH (2014) | 2013 | Bataville                                                   |
| Village de Moyenvic                                         | Moyenvic                      |                                                            | 48° 46′ 47″ nord, 6° 33′ 44″ est |                |                   | 2015 | Image manquante Téléverser                                  |
| Monument du Souvenir Français                               | Noisseville                   | Les Longues Rayes 4 rue au Blé                             | 49° 07′ 46″ nord, 6° 16′ 27″ est | « PA00106928 » | Classé MH (1987)  | 1987 | Monument du Souvenir Français                               |
| Carreau minier Vuillemin-Wendel                             | Petite-Rosselle               |                                                            | 49° 12′ 16″ nord, 6° 51′ 50″ est | « PA57000018 » | Inscrit MH (1998) | 1998 | Carreau minier Vuillemin-Wendel                             |
| Nécropole nationale de Riche                                | Riche                         |                                                            | 48° 54′ 21″ nord, 6° 37′ 48″ est | « PA57000040 » | Inscrit           | 2017 | Nécropole nationale de Riche                                |
| Carreau de Sainte-Fontaine                                  | Saint-Avold                   | Zang                                                       | 49° 09′ 23″ nord, 6° 46′ 33″ est | « PA00107075 » | Inscrit MH (1992) | 1992 | Carreau de Sainte-Fontaine                                  |
| Cité Mélusine                                               | Saint-Avold                   | Rue Mélusine                                               | 49° 06′ 34″ nord, 6° 43′ 00″ est |                |                   | 2013 | Image manquante Téléverser                                  |
| Plan incliné de Saint-Louis-Arzviller                       | Saint-Louis                   | Route du Plan Incliné                                      | 48° 42′ 45″ nord, 7° 14′ 45″ est |                |                   | 2013 | Plan incliné de Saint-Louis-Arzviller                       |
| Nécropole nationale des prisonniers de guerre               | Sarrebourg                    |                                                            | 48° 03′ 16″ nord, 7° 44′ 07″ est | « PA57000041 » | Inscrit           | 2017 | Nécropole nationale des prisonniers de guerre               |
| Anciens laboratoires de la Sollac                           | Serémange-Erzange             | 176 avenue du Général-de-Gaulle                            | à géolocaliser                   |                |                   | 2015 | Image manquante Téléverser                                  |
| Usine sidérurgique d'Uckange                                | Uckange                       |                                                            | 49° 18′ 23″ nord, 6° 09′ 25″ est | « PA00135420 » | Inscrit MH (2001) | 2001 | Usine sidérurgique d'Uckange                                |
| École primaire publique de Vantoux                          | Vantoux                       | 90 rue Jean-Julien-Barbé                                   | 49° 07′ 50″ nord, 6° 13′ 59″ est | « PA57000021 » | Inscrit MH (2001) | 2001 | Image manquante Téléverser                                  |
| Église Sainte-Thérèse-de-l'Enfant-Jésus                     | Vasperviller                  | Rue de l’Église                                            | 7° 04′ 19″ nord, 48° 37′ 56″ est |                |                   | 2015 | Église Sainte-Thérèse-de-l'Enfant-Jésus                     |
| Anciennes usines Hobus Werke                                | Woippy                        | 10-40 avenue de Thionville Rue de Méric Parc des Varimonts | 49° 08′ 44″ nord, 6° 09′ 39″ est |                |                   | 2015 | Image manquante Téléverser                                  |

### Sources
- [PDF] « Édifices ou ensembles labellisés « Patrimoine du XXe siècle » entre 2000 et 2015 », sur culturecommunication.gouv.fr, 24 février 2017